# 15 Year Killing Spree
15 Year Killing Spree is een boxset van de Amerikaanse deathmetalband Cannibal Corpse, uitgegeven op 4 november 2003.

## Tracklist

### First live Cannibal Corpse show 1989
1. "Scattered Remains, Splattered Brains"
2. "The Undead Will Feast"
3. "Escape the Torment"
4. "Bloody Chunks"
5. "Enter at Your Own Risk"
6. "Put Them to Death"
7. "A Skull Full of Maggots"

### "Butchered at Birth" studio footage 1991
1. "Drum Sessie voor de track 'Covered With Sores' & Bass Guitar Overdub voor de track 'Innards Decay'"

### "Cannibal Corpse Eats Moscow Alive" 1993
1. "Shredded Humans"
2. "The Cryptic Stench"
3. "Meathook Sodomy"
4. "Edible Autopsy"
5. "I Cum Blood"
6. "Gutted"
7. "Entrails Ripped from a Virgin's Cunt"
8. "Beyond The Cemetery"
9. "A Skull Full of Maggots"

### Live at The Palace, Hollywood, CA 2002
1. "From Skin to Liquid"
2. "Savage Butchery"
3. "Devoured by Vermin"
4. "Stripped, Raped and Strangled"
5. "Disposal of The Body"
6. "Pounded Into Dust"
7. "Addicted to Vaginal Skin"
8. "Meathook Sodomy"
9. "Pit of Zombies"
10. "Hammer Smashed Face"